# High School Musical: el desafío (México)
Para ver otros usos para High School Musical, ver High School Musical (desambiguación). Producida por Walt Disney Pictures.
High School Musical: El Desafío es un spin-off de la película estadounidense High School Musical; se trata de la versión cinematográfica para México, estrenada el 5 de septiembre de 2008 en los cines mexicanos. La premier se realizó el 24 de agosto de 2008 en el Auditorio Nacional de la Ciudad de México.
La película está protagonizada por los ganadores y finalistas del programa High School Musical, La Selección: Mariana, Cristóbal, Fernando, Jorge, César, Fabiola, Stephie y Carolina. Cuenta con la participación especial del dueto musical Jesse & Joy, de los conductores del Zapping Zone, Paulina Holguín, Roger González y Carla y los actores destacados Lumi Cavazos, Juan Manuel Bernal, Lisa Owen, Victor Hugo Martin, Álvaro Guerrero y Carmen Beato.
Su estreno en televisión fue el domingo 20 de febrero por Disney Channel Latinoamérica.

## Sinopsis
Un nuevo año escolar comienza en el colegio 'High School México' (HSM). Al inicio interpretan El verano terminó, donde los chicos expresan su emoción por regresar al colegio. Llegado de sus vacaciones, Cristóbal, el capitán del equipo escolar de fútbol Los Borregos, descubre que Mariana, su vecina y compañera de clase, ha cambiado mucho durante el verano. Luli, sin embargo, sigue tan vanidosa como siempre y malgasta su tiempo dominando a su pobre hermano Fernando y a sus compañeras Paulina, Carolina y Fabiola, o como ella prefiere llamarlas Las Invisibles.
El director del colegio junto con la profesora, convocan a los alumnos a participar del primer "Desafío de las bandas", concurso musical en el que los chicos tendrán que la oportunidad de lucirse como verdaderas estrellas de la música. Como asesores del certamen, llegan a la escuela Jesse & Joy, exalumnos y ahora famosos cantantes.
Trabajando contra reloj y con escasos recursos, los chicos ponen fuerzas para el gran día. Cristóbal y Mariana, junto a César, Fernando, Juan Carlos, Jorge y Stephie participarán en el concurso formando una banda llamada Fair Play. Al mismo tiempo, Luli participará junto a sus compañeras ´´Luli y las invisibles´´, y hará lo imposible por alejar a Fer de sus nuevos amigos. Pero solo una banda será la ganadora, aquella capaz de entender que el trabajo en equipo, la superación personal, y el estudiar con los mejores, no sólo los hace mejores artistas, si no también mejores personas.
Al final todos juntos interpretan el himno de la escuela: Actuar, Bailar, Cantar.

## Elenco

### Principales
- Cristóbal Orellana es Cristóbal Rodríguez.
- Mariana Magaña es Mariana Galindo Trejo.
- Mar Contreras es Luli Casas del Campo.
- Fernando Soberanes es Fer Casas del Campo.
- Jorge Blanco es Jorge.
- Stephie Camarena es Stephie.
- Juan Carlos Flores es Juan Carlos.
- Fabiola Paulin es Fabi.
- César Viramontes es César.
- Paulina Holguin es Pau.
- Carolina Ayala es Caro.

### Secundarios
- Marifer es Carla Medina.
- Cocinero es Roger González.
- Padre de Cristóbal es Juan Manuel Bernal.
- Madre de Mariana es Lumi Cavazos.
- Madre de Luli y Fer es Lisa Owen.
- Padre de Luli y Fer es Victor Huggo Martin.
- Director de High School México es Álvaro Guerrero.
- Angelina es Carmen Beato.

### Estrellas invitadas
- Joy es Joy Huerta Uecke.
- Jesse es Jesse Huerta Uecke.

## Personajes juveniles principales
Cristóbal Rodríguez (Cristóbal Orellana): Es el Capitán del equipo de fútbol de la escuela, Los Borregos. Le espera un nuevo desafío este año en la escuela: integrar un grupo musical en el Concurso de Bandas, donde demostrará, pese a las dificultades, sus verdaderas condiciones de líder. Es el mejor amigo de Juan Carlos y está enamorado de Mariana.
Basado en Troy Bolton.
Mariana Galindo Trejo (Mariana Magaña): Es la alumna tímida y estudiosa que, ante los asombrados ojos de todos sus compañeros, de pronto se convierte en una atractiva jovencita con dotes de cantante. Es la mejor amiga de Faby y está enamorada de Cristóbal 
Basado en Gabriella Montez.
Luli Casas del Campo (Mar Contreras): Es la típica "niña rica", vanidosa y egoísta, quien no repara un segundo en los demás ni siquiera en su hermano Fer para obtener lo que más quiere: ser la estrella absoluta e indiscutida de la escuela. Sin embargo, al final la pequeña egoísta aprende una valiosa lección y se redime. En su grupo siempre quiere ser la estrella por lo que constantemente no deja brillar a sus compañeras en especial a Fabiola. 
Basado en Sharpay Evans.
Fernando Casas Del Campo (Fernando Soberanes): El sufrido hermano de Luli debe recurrir a todo su ingenio para burlar la férrea vigilancia de su hermana y ser el entrenador de la banda de Cristóbal, los Fair Play. Gracias a la ayuda de Mariana, y a su perseverancia y temeridad, Fer logra ser independiente y demostrar sus verdaderas capacidades artísticas. 
Basado en (Ryan Evans).
Fabiola "Faby" (Fabiola Paulin): Es la mejor amiga de mariana por no decirle que no a Luli es parte de "Luli y las Invisibles" aunque no quiera. Canta mucho mejor que Luli pero nunca puede demostrarlo ya que Luli siempre quiere ser la estrella. Está enamorada de Juan Carlos y vive diciéndole a Mariana que Cristóbal no es para ella. Es alegre y divertida. 
Basado en (Taylor McKessie).
Juan Carlos (Juan Carlos Flores): Es el mejor amigo de Cristóbal y está enamorado de Faby. Es alegre y muy optimista le gusta hacer bromas a sus compañeros es leal con Cristóbal pues se conocen desde niños. 
Basado en (Chad Danforth).
Stephie (Stephie Camarena): Es una de las mejores amigas de Mariana, es una gran compositora, le gusta tocar el piano y es una gran cantante.
Basado en (Kelsi Nielsen).
Jorge (Jorge Blanco): Es uno de los mejores amigos de Cristóbal, es muy buen guitarrista, buen cantante y muy buen jugador de fútbol.
Basado en (Jason Cross).
César (César Viramontes): Es el mejor amigo de Cristóbal, es un hip-hopero, es el portero del equipo de fútbol y el mejor dj del colegio. Le gusta la cocina y siempre se atraído por la chicas. 
Basado en (Zeke Baylor).
Carolina (Carolina Ayala): Es una de mejores amigas de Luli. Es integrante del grupo "Luli y las invisibles" , también es mejor amiga de Pau y es muy popular.
Paulina (Paulina Holguín): Es una de las mejores amigas de Luli y una gran cantante. Es muy popular y mejor amiga de Caro.
Marifer (Carla Medina): Es la capitana malvada del equipo de vóley y es muy buena cantando.
Cocinero (Roger González): Es el profesor de cocina de César y es italiano, le gusta mucho hacer platillos.

## Premier
La premier de la película se realizó el 24 de agosto del 2008 en el Auditorio Nacional de México, D. F., conducida por Roger González y María Inés Guerra, presentando algunos cortos ese mismo día por el canal Azteca 7.
En esta se dio a conocer la Banda sonora de la película con un concierto en el que sólo asistieron estrellas invitadas.

## Banda sonora
El 15 de agosto se lanzó el CD de las canciones del film.titulado Las canciones eran las mismas propuestas originalmente para la película argentina, compuestas por Fernando López Rossi, pero con arreglos diferentes (por ejemplo reguetón), e incluía un Bonus: Doo Up cantada por los antagonistas. Además para la versión mexicana se incluyó la versión "Dime Ven" de la banda Motel y la canción "La Vida es una Aventura" interpretada por Mariana y Fernando, compuesta por Jesse y Joy para la película.
Éste alcanzó el tercer lugar de ventas de Sony BMG. Este Cd alcanzó Disco de oro.
CD
1. El verano terminó - Elenco
2. Siempre juntos - Los Borregos
3. La vida es una aventura - Mariana y Fernando
4. Yo sabía - Cristóbal y Mariana
5. A buscar el sol - Mariana
6. Hoy todo es mejor - Cristóbal
7. Dime ven - Elenco
8. Superstar - Luli, Paulina, Carolina y Fabiola
9. Mejor hacerlo todos juntos - Cristóbal, Mariana, César, Fernando, Juan Carlos, Jorge y Stephie
10. Actuar, bailar, cantar - Elenco
11. Doo Up - Fernando, Luli (Bonus Track)

DVD
1. El verano terminó (vídeo musical)
2. Segmentos "Exprésate" de Disney Channel
3. Comercial, El desafío detrás del sueño de Disney Channel
4. Tráiler
5. Detrás de escenas

## DVD
El DVD de la película fue lanzado el 2 de diciembre de 2008 adelantándose de la fecha indicada que fue el 5 del mismo mes.
Incluye la película ya vista sin Doo Up como se tenía previsto. Este DVD fue el uno de los más vendido durante diciembre y enero 
Los bonus de este DVD son:
- Perfiles de los personajes de:

1. Mariana
2. Cristóbal
3. Luli
4. Fer

- Videos musicales de:

1. Yo Sabía
2. El verano Terminó
3. Siempre Juntos

- Playback : La grabación de las canciones
- Detrás de esecena

Especial: HSM El Desafío, Mas sueños por cumplir.

## Curiosidades
- Las canciones escritas para la película de Argentina, más tarde fueron adaptadas para las versiones de México y Brasil.
- La versión mexicana de la película se filmó en Argentina, en las mismas locaciones usadas anteriormente en la película de Argentina, y estuvo bajo la Dirección de Eduardo Rípari, y la dirección artística de Peter MacFarlane (jurado de High School Musical: La Selección Argentina, quién además actuó en el papel de Director de High School Argentina).
- Casi todo el elenco juvenil de la película es de High School Musical: La Selección a excepción de Mar Contreras y Juan Carlos Flores.
- Al empezar la película podemos ver que Mariana y Fabiola se saludan como si no se hubieran visto hace mucho tiempo, eso es imposible ya que cuando cantaban todos "El verano terminó" Mariana siempre estuvo adelante de Fabiola.
- El saludo de Mariana y Fabiola fue inventado por ellas.